# 海列车
海列车（韓語：바다열차）是韩国铁道公社的观光列车之一，于2007年7月24日开始在岭东线和三陟线营运，至2023年12月25日結束运营。

## 概况
本列车于2007年7月24日开始运营，三陟線也因此恢復客運服務。由于经过的三陟线濒临东海，加之列车的外涂装为大海的蓝色，所以命名为此名称。目前列车内的座位采用双排，面向列车的侧面，可以直接看到东海的海景。平日，江陵站至三陟海边站之間每天有兩次往返，週末、假日和部分工作日上午則增開列車，每天往返三趟。
2013年8月26日至2014年1月3日，由於車輛全面維護和設計變更，列車暫時停止運行，但於2014年1月4日恢复运营后以4節編組運行。2014年9月15日起，江陵站因京江線建設而關閉，因此列車暫時改從正東津站出發，直到2018年7月18日恢復至江陵站方向的服務。2019年6月3日，三陟站因東海線施工而關閉，三陟海边站成為最後一站。2023年12月25日因列车达到使用年限而結束运营。

## 车辆
海列车使用9501系列车，初期列车为3节编组，采用如下编号：9564（Mc）-9666（M）-9565（Mc）。2014年后以4節編組運行，采用如下编号：9564（Mc）-9666（M）-9663（M）-9565（Mc）。2023年12月25日因列车达到使用年限而結束运营的同时，也宣告9501系柴油动车组在韩国的固定运营结束。

## 运行区间
江陵 - 正东津 - 墨湖 - 東海 - 湫岩 - 三陟海边 - （三陟）